# Hollywood Boulevard (programa de televisão)
Hollywood Boulevard era um magazine semanal do canal AXN sobre os mundos do cinema, televisão, música e moda, estreado no dia 10 de Novembro de 2006 e apresentado por Liliana Neves. Na versão espanhola era apresentado por Ainhoa Arbizu e Vanesa Rubio. 
A jornalista Liliana Neves guia-nos semanalmente pelas actualidades em torno dos famosos da indústria do entretenimento. Todas as semanas daremos uma volta pelo Passeio das Estrelas, o conhecido Hollywood Boulevard em Los Angeles, para conhecer mais de perto essas pessoas de carne e osso que nos fazem sonhar através do cinema e da televisão.
É um exclusivo do AXN Portugal conjuntamente com os programas Insert Coin e Zappo.

## Entrevistas
No Hollywood Boulevard já se entrevistaram as seguintes personalidades:
- Kate Beckinsale
- Adam Sandler
- Paul Guilfoyle (de CSI)
- O director Frank Coraci
- O grupo The Gift
- O compositor Rodrigo Leão